# EMA 1993
Eurosong 93 – Izbor slovenske popevke je potekal 27. februarja 1993 v studiu RTV Slovenija. Prireditev je vodila Tajda Lekše, vodja projekta pa je bil Mito Trefalt. 
Ocenjevala je strokovna žirija dvanajstih radijskih postaj. 
Leta 1993 je Slovenski izbor za Pesem Evrovizije potekal prvič, saj je Slovenija prvič dobila priložnost, da se festivala udeleži kot samostojna država, potem ko je RTV Slovenija postala polnopravna članica zveze EBU.
Zmagala je skupina 1x Band s pesmijo »Tih deževen dan«, ki pa si z zmago nastopa na samem Evrosongu še ni zagotovila. Zaradi prevelika števila držav, zainteresiranih za sodelovanje na Pesmi Evrovizije, so se morale države novinke (Slovenija, Hrvaška, Bosna in Hercegovina, Romunija, Madžarska, Slovaška in Estonija) najprej pomeriti na Kvalifikaciji za Millstreet, ki je potekala 3. aprila v Ljubljani. Na kvalifikaciji je Slovenija zmagala in se skupaj s Hrvaško ter Bosno in Hercegovino uvrstila na samo Pesem Evrovizije na Irskem.
1x Band s pevcem Coletom Morettijem so tako postali prvi predstavniki samostojne Slovenije na Evroviziji. Zasedli so 22. mesto.

## Tekmovalne skladbe
Izvajalce je spremljal Revijski orkester RTV Slovenija pod dirigentsko taktirko Mojmirja Sepeta (»Vzemi me nocoj«, »Nekdo igra klavir«) in Petra Ugrina (vse ostale). 
| #   | Izvajalec               | Naslov                          | Avtor glasbe                  | Avtor besedila                | Avtor aranžmaja          |
| --- | ----------------------- | ------------------------------- | ----------------------------- | ----------------------------- | ------------------------ |
| 1.  | Maddalena de Andrea     | »Ko bo maj«                     | Jadran Ogrin                  | Deja Mušič                    | Jadran Ogrin             |
| 2.  | E. T.                   | »Svet za oba«                   | Tomaž Kozlevčar               | Miša Čermak                   | Jože Privšek             |
| 3.  | Dominik Kozarič         | »Tina«                          | Sašo Fajon                    | Dominik Kozarič               | Jani Golob               |
| 4.  | Faraoni                 | »Sonce sreče«                   | Enzo Hrovatin                 | Nelfi Depangher, Drago Mislej | Dečo Žgur                |
| 5.  | Čudežna polja           | »Nekdo igra klavir«             | Tadej Hrušovar                | Dušan Velkaverh               | Mojmir Sepe              |
| 6.  | Darja Švajger           | »Naj vidimo ljudi«              | Primož Peterca, Sašo Fajon    | Primož Peterca                | Jani Golob               |
| 7.  | 1x Band                 | »Tih deževen dan«               | Cole Moretti                  | Tomaž Kosec                   | Jože Privšek             |
| 8.  | Alenka Godec            | »Tisti si ti«                   | Matjaž Murko                  | Miša Čermak                   | Milan Ferlež, Jože Hauko |
| 9.  | Miran Rudan Band        | »Prepozno je za vse«            | Mirko Vuksanovič, Miran Rudan | Miran Rudan                   | Jani Golob               |
| 10. | Roberto Buljevič        | »Daj odpri«                     | Denis Vuk                     | Drago Mislej                  | Tomaž Kozlevčar          |
| 11. | Helena Blagne           | »Vzemi me nocoj«                | Vojko Sfiligoj                | Igor Pirkovič                 | Mojmir Sepe              |
| 12. | Irena Jalšovec - Regina | »Naj ljubezen združi vse ljudi« | Aleks Kogoj                   | Aleks Kogoj                   | Mojmir Sepe              |

1. ↑  Eva Kozlevčar in Tomaž Kozlevčar.
2. ↑  Miran Rudan Band je bilo sodelovanje Mirana Rudana s skupino Avtomobili.
3. ↑  Roberta je spremljala skupina Pepel in kri.

## Rezultati
Glasovale so žirije 12 slovenskih radijskih postaj. Vsaka izmed njih je podelila tradicionalne evrovizijske točke (12, 10, 8–1).
| #   | Pesem                           | Točke | Uvrstitev |
| --- | ------------------------------- | ----- | --------- |
| 1.  | »Ko bo maj«                     | 5     | 12.       |
| 2.  | »Svet za oba«                   | 49    | 8.        |
| 3.  | »Tina«                          | 25    | 11.       |
| 4.  | »Sonce sreče«                   | 52    | 7.        |
| 5.  | »Nekdo igra klavir«             | 59    | 6.        |
| 6.  | »Naj vidimo ljudi«              | 98    | 2.        |
| 7.  | »Tih deževen dan«               | 107   | 1.        |
| 8.  | »Tisti si ti«                   | 81    | 3.        |
| 9.  | »Prepozno je za vse«            | 39    | 10.       |
| 10. | »Daj odpri«                     | 48    | 9.        |
| 11. | »Vzemi me nocoj«                | 63    | 5.        |
| 12. | »Naj ljubezen združi vse ljudi« | 70    | 4.        |